# Sø- og Handelsretten
Sø- og Handelsretten är specialdomstol i Danmark för mål med koppling till sjörätt och handelsrätt. Mål från Sø- og Handelsretten kan överklagas till Højesteret.
Sø- og Handelsretten finns i Köpenhamn och upprättades 1861.